# Weintraubenvergiftung
Eine Weintraubenvergiftung ist eine Vergiftung durch Aufnahme von Weinbeeren, die nur bei einigen Hunden vorkommt.
Eine Weintraubenvergiftung kann bereits bei Aufnahme von 10 g Weinbeeren pro kg Körpermasse (KM) bzw. weniger als 2,8 g Rosinen pro kg KM auftreten. Auch der oft in abgeernteten Weinbergen ausgebrachte Trester kann eine Vergiftung verursachen. Weintrauben und verwandte Produkte sind jedoch nicht generell für Hunde toxisch, offenbar besteht eine individuelle Prädisposition. Vergiftungserscheinungen treten nach wenigen bis 24 Stunden auf. Zunächst kommt es zu Erbrechen, später zu Fressunlust, Abgeschlagenheit, Bauchschmerzen und Durchfall. Diese Symptome können einige Tage anhalten. Bei Aufnahme größerer Mengen kann ein Nierenversagen mit erhöhten Calcium-, Harnstoff-, Kreatinin- und Phosphorgehalt im Blut folgen. Die Sterblichkeitsrate beträgt bei betroffenen Hunden bis zu 50 %. Pathohistologisch zeigen betroffene Tiere Nekrosen der Nierenkanälchen.
Eine kausale Therapie ist nicht bekannt. Symptomatisch können Infusionen, eventuell auch eine Peritoneallavage angewendet werden.
Nachdem lange Zeit rätselhaft war, welcher Inhaltsstoff der Weintraube für die Vergiftung verantwortlich ist, gehen die Autoren eines 2022 veröffentlichten Artikels davon aus, dass Weinsäure sowohl die Ursache der Weintraubenvergiftung als auch der Vergiftung mit Tamarinden darstellt.